# Weißes Moor (Kreis Dithmarschen)

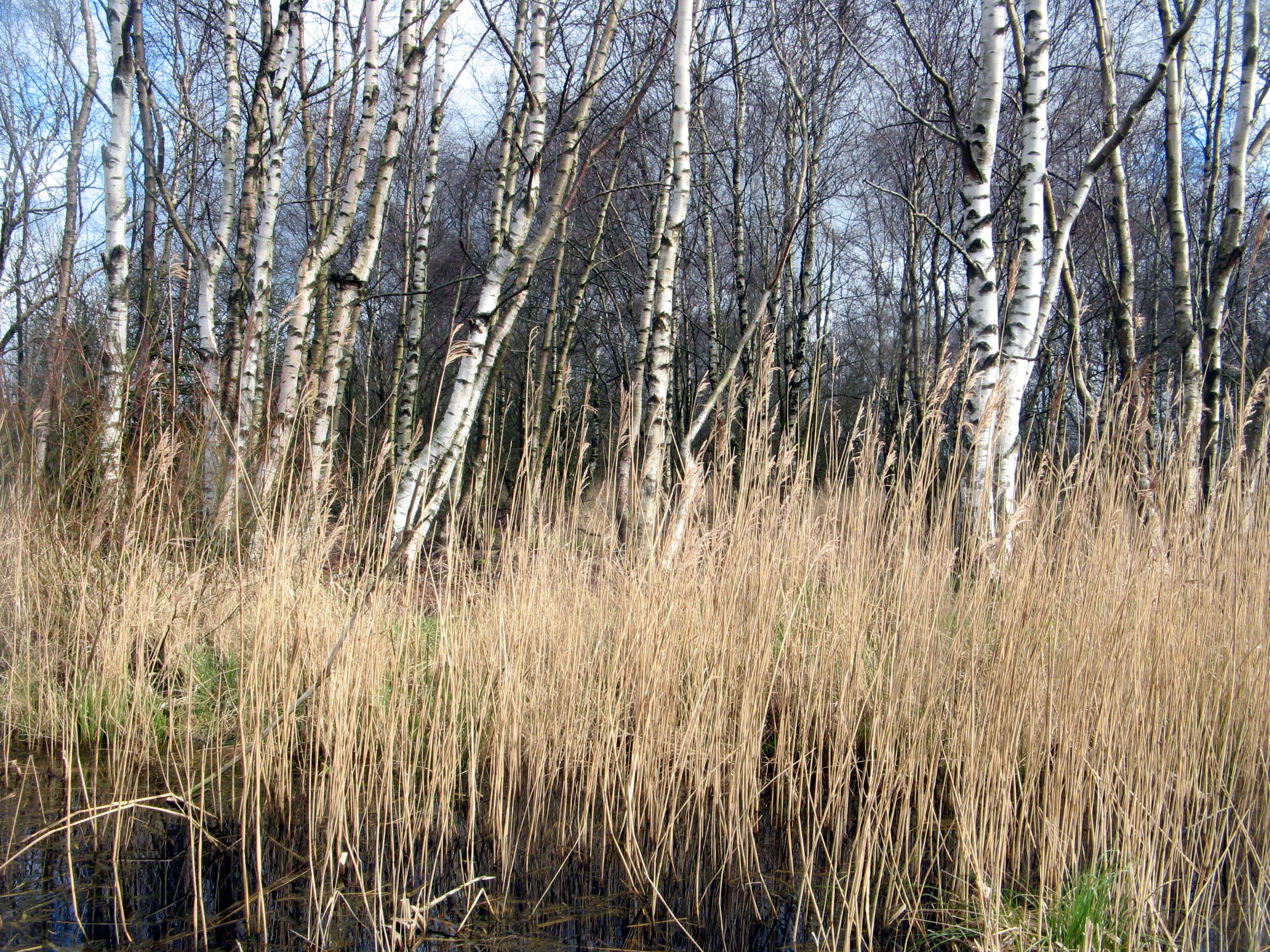
Birken und Schilf an den Randbereichen

Das Weiße Moor ist ein etwa 55 Hektar großes Naturschutzgebiet bei Neuenkirchen im Kreis Dithmarschen. Es handelt sich um das einzige noch erhaltene Hochmoor in der Schleswig-Holsteiner Marsch. Es stellt die südliche Verbreitungsgrenze der Moltebeere dar.
Das Moor entstand erst etwa im 5. Jahrhundert und breitete sich 1643 bis zu 245 Hektar aus. Es wurde aber in den folgenden Jahrhunderten durch Torfabbau dezimiert. Im Hochmoorkern befindet sich eine drei Meter dicke Weißtorfschicht über einer etwa 50 Zentimeter mächtigen Niedertorfschicht, die direkt auf dem Marschboden aufliegt. Es steht seit 1979 unter Naturschutz.
Im Hochmoor kommen neben verschiedenen Torfgräsern Arten wie Glockenheide, Rosmarinheide, Moosbeere, Wollgras, Moorlilie und Sonnentau als typische Pflanzen vor. Dort leben Wiesenpieper, Feldlerche und Rohrammer. In den abgetorften Niedermoorgebieten befinden sich Schilf, Rohrkolben, Flatterbinsen und Seggen, an Vögeln leben dort Schilfrohrsänger und Sumpfrohrsänger.
Im Gegensatz zur sonstigen Marsch wird das Moor zur Pflege nicht ent-, sondern bewässert. Schilf und Seggen werden gemäht, regelmäßig werden Birken, die sich in das Moor ausgebreitet haben von 1-Euro-Kräften (Arbeitsgelegenheiten mit Mehraufwandsentschädigung) geschlagen.
Im Mai 2004 wurde das NSG Weißes Moor Teil des neu geschaffenen NATURA 2000-Schutzgebietes FFH-Gebiet Weißes Moor.